# オレクサンドル・グウォジク
オレクサンドル・グウォジク（ウクライナ語: Гвоздик Олександр Сергійович、英語: Oleksandr Gvozdyk、1987年4月15日 - ）は、ウクライナのプロボクサー。ハルキウ出身。元WBC世界ライトヘビー級王者。

## 来歴

### アマチュア時代
2009年、世界ボクシング選手権大会に出場したが3回戦で敗退した。
2011年、バクーで行われた2011年世界ボクシング選手権大会に出場したが準々決勝でエゴー・メコンチェフに敗れた。
2012年、ロンドンオリンピックに出場。1回戦は18-10の判定勝ちを収め、2回戦は18-6の大差判定勝ち。準々決勝では19-17の僅差判定勝ちを収め、準決勝では銀メダリストとなるアディリベク・ニヤジムベトフに13-13の判定で引き分けたが優勢負けとなり銅メダルを獲得した。
2013年カザンで行われたユニバーシードで金メダルを獲得した。その後プロに転向した。

### プロ時代
プロ転向を発表したグウォジクはボブ・アラム率いるトップランクと契約を締結した。マネージャーにはセルゲイ・コバレフ、ワシル・ロマチェンコを擁する有力マネージャーのエグリス・クリマスと契約を結んだ。
2014年4月12日、ラスベガスのMGMグランド・ガーデン・アリーナでマニー・パッキャオVSティモシー・ブラッドリー第2戦の前座でプロデビュー。初回2分55秒KO勝ちを収め白星でデビューを飾った。
2016年4月9日、MGMグランド・ガーデン・アリーナでマニー・パッキャオVSティモシー・ブラッドリー第3戦の前座でIBF世界ライトヘビー級10位のナジブ・モハメディとNABF北米ライトヘビー級王座決定戦で対戦した。初回には打ち合ったが中盤にかけてペースを握り、モハメディを追い詰めると2回にはコンビネションとフックでダメージを与え最後は右ストレートでモハメディを失神させ、レフェリーはカウントをせずにストップした。2回2分6秒KO勝ちを収め王座獲得に成功した。
2016年7月23日、MGMグランド・ガーデン・アリーナでテレンス・クロフォードVSビクトル・ポストルの前座で、初のペイ・パー・ビュー放送のトップバッターとしてNABA米国ライトヘビー級王者のトニー・カーペンシーと対戦。初回にグウォジクが右フックでダウンを奪われるが2回以降コンビネーションを軸にした攻撃で反撃しカーペンシーをシャットアウト。最後は左ボディアッパーでダウンを奪うとレフェリーはカウントを途中でストップ。6回2分21秒TKO勝ちを収めNABF王座の初防衛に成功した。
2016年11月19日、T-モバイル・アリーナで行われたアンドレ・ウォードVSセルゲイ・コバレフ第1戦の前座でアイザック・チレンバと対戦し、チレンバが8回終了時に棄権した為NABF王座の2度目の王座防衛に成功した。
2017年4月8日、メリーランド州オクソン・ヒルのMGMナショナル・ハーバー内ザ・シアターにてワシル・ロマチェンコ対ジェイソン・ソーサの前座でNABF北米ライトヘビー級王座の防衛戦とNABO北米ライトヘビー級王座決定戦をユニエスキ・ゴンサレスと行い、3回2分55秒TKO勝ちを収めNABF王座の3度目の防衛に成功、NABO王座を獲得した。
2017年8月19日、ネブラスカ州リンカーンのピナクル・バンク・アリーナでクレイグ・ベイカーと対戦し、6回2分4秒TKO勝ちを収めNABF王座の4度目の防衛に成功、NABO王座の初防衛にも成功した。
2018年3月17日、ニューヨークのフールー・シアターにて、WBC世界ライトヘビー級10位のメディ・アマールとWBC世界ライトヘビー級暫定王座決定戦を行い、12回3-0（117-111、116-112、118-110）の判定勝ちを収め王座獲得に成功した。
2018年6月18日、WBCより正規王者のステベンソンと王座統一戦を行うように指令を通知したが、交渉がまとめられず同年7月2日に入札が行われ、グウォジクを擁するトップランクとステベンソンを擁するGYM・ボクシングとTGBプロモーションズが連合グループで入札に参加、トップランクが165万ドルを提示したのに対してGYMボクシングとTGBプロモーションズの共同グループが210万ドルを提示しGYMとTGBの連合グループの落札を許した。ファイトマネーの分配はステベンソンが65%（136万5000ドル）でグウォジクが35%（73万5000ドル）となった。
2018年12月1日、ケベック・シティーのビデオトロン・センターにてWBC世界ライトヘビー級王者のアドニス・ステベンソン（カナダ）と王座統一戦に挑み、11回2分49秒KO勝ちを収め、王座統一（記録上は初防衛）に成功した。
2019年3月30日、米・フィラデルフィアの2300アリーナで挑戦者8位ドゥドゥ・ヌグンブと対戦、ヌコンドが負傷しセコンドからの棄権により5回58秒TKO勝ちを収め、2度目の防衛に成功。
2019年10月18日、米フィラデルフィアのリアコウラス・センターでIBF世界ライトヘビー級王者アルツール・ベテルビエフと王座統一戦を行い、3度ダウンを奪われ10回2分49秒TKO負け。プロ初黒星を喫し、WBC王座からも陥落した。9回までのスコアは87-84、86-85、83-87の2-1でグウォジクがリードしていた。
2020年6月9日、現役引退を発表した。
2023年2月11日、引退を撤回して約3年4カ月ぶりに復帰し、ロサンゼルスのダービールーム・ポモナ・アット・フェアプレックスでジョスエ・オバンドと対戦し、6回3-0（60-54×3）の判定勝ちを収めた。
2024年6月15日、MGMグランド・ガーデン・アリーナでジャーボンテイ・デービス対フランク・マーティンの前座で、1階級下のWBC世界スーパーミドル級暫定王者デビッド・ベナビデスとWBC世界ライトヘビー級王者アルツール・ベテルビエフの負傷に伴い設置されたWBC世界ライトヘビー級暫定王座決定戦を行うも、12回0-3（110-117、109-119、112-116）の判定負けで王座返り咲きに失敗した。

## 戦績
- アマチュアボクシング：255戦225勝30敗[15]
- プロボクシング：22戦 20勝 (16KO) 2敗

| 戦           | 日付           | 勝敗 | 時間     | 内容    | 対戦相手                 | 国籍           | 備考                                             |
| ------------ | -------------- | ---- | -------- | ------- | ------------------------ | -------------- | ------------------------------------------------ |
| 1            | 2014年4月12日  | ☆    | 1R 2:55  | KO      | マイク・モントーヤ       | アメリカ合衆国 | プロデビュー戦                                   |
| 2            | 2014年5月17日  | ☆    | 6R       | 判定3-0 | ミハエル・グベンガ       | ガーナ         |                                                  |
| 3            | 2014年9月20日  | ☆    | 5R 1:38  | TKO     | ラモン・ウィリアムス     | アメリカ合衆国 |                                                  |
| 4            | 2014年11月15日 | ☆    | 6R 1:51  | TKO     | オーティス・グリフィン   | アメリカ合衆国 |                                                  |
| 5            | 2015年1月24日  | ☆    | 2R 1:10  | KO      | コーリー・カミンガム     | アメリカ合衆国 |                                                  |
| 6            | 2015年6月13日  | ☆    | 6R       | 判定3-0 | ミハエル・グベンガ       | ガーナ         |                                                  |
| 7            | 2014年4月12日  | ☆    | 5R 終了  | TKO     | フランシスコ・シエラ     | メキシコ       |                                                  |
| 8            | 2015年9月19日  | ☆    | 3R 0:50  | TKO     | クレイトン・コンセイソン | ブラジル       |                                                  |
| 9            | 2016年2月13日  | ☆    | 1R 2:58  | KO      | マイク・スナイダー       | アメリカ合衆国 |                                                  |
| 10           | 2016年4月9日   | ☆    | 2R 2:06  | KO      | ナジブ・モハメディ       | フランス       | NABF北米ライトヘビー級王座決定戦                 |
| 11           | 2016年7月23日  | ☆    | 6R 2:21  | TKO     | トニー・カーペンシー     | アメリカ合衆国 | NABF防衛1                                        |
| 12           | 2016年11月19日 | ☆    | 8R 終了  | TKO     | アイザック・チレンバ     | マラウイ       | NABF防衛2                                        |
| 13           | 2017年4月8日   | ☆    | 3R 2:55  | TKO     | ユニエスキ・ゴンサレス   | キューバ       | NABF防衛3 NABO北米ライトヘビー級王座決定戦       |
| 14           | 2017年8月19日  | ☆    | 6R 2:04  | TKO     | クレイグ・ベイカー       | アメリカ合衆国 | NABF防衛4・NABO防衛1                             |
| 15           | 2018年3月17日  | ☆    | 12R      | 判定3-0 | メディ・アマール         | フランス       | WBC世界ライトヘビー級暫定王座決定戦              |
| 16           | 2018年12月1日  | ☆    | 11R 2:49 | KO      | アドニス・ステベンソン   | カナダ         | WBC世界ライトヘビー級王座統一戦 WBC防衛1         |
| 17           | 2019年3月30日  | ☆    | 5R 0:58  | TKO     | ドゥドゥ・ヌグンブ       | フランス       | WBC防衛2                                         |
| 18           | 2019年10月18日 | ★    | 10R 2:49 | TKO     | アルツール・ベテルビエフ | ロシア         | WBC・IBF世界ライトヘビー級王座統一戦 WBC王座陥落 |
| 19           | 2023年2月11日  | ☆    | 6R       | 判定3-0 | ジョスエ・オバンド       | メキシコ       |                                                  |
| 20           | 2023年5月6日   | ☆    | 6R 1:56  | TKO     | リチャード・ボロトニク   | ラトビア       |                                                  |
| 21           | 2023年9月30日  | ☆    | 2R 0:54  | KO      | アイザック・ロドリゲス   | ブラジル       |                                                  |
| 22           | 2024年6月15日  | ★    | 12R      | 判定0-3 | デビッド・ベナビデス     | アメリカ合衆国 | WBC世界ライトヘビー級暫定王座決定戦              |
| テンプレート |                |      |          |         |                          |                |                                                  |

## 獲得タイトル
- NABF北米ライトヘビー級王座
- NABO北米ライトヘビー級王座
- WBC世界ライトヘビー級暫定王座（防衛1=正規王座に認定）
- WBC世界ライトヘビー級王座（防衛2）